# August Bungert

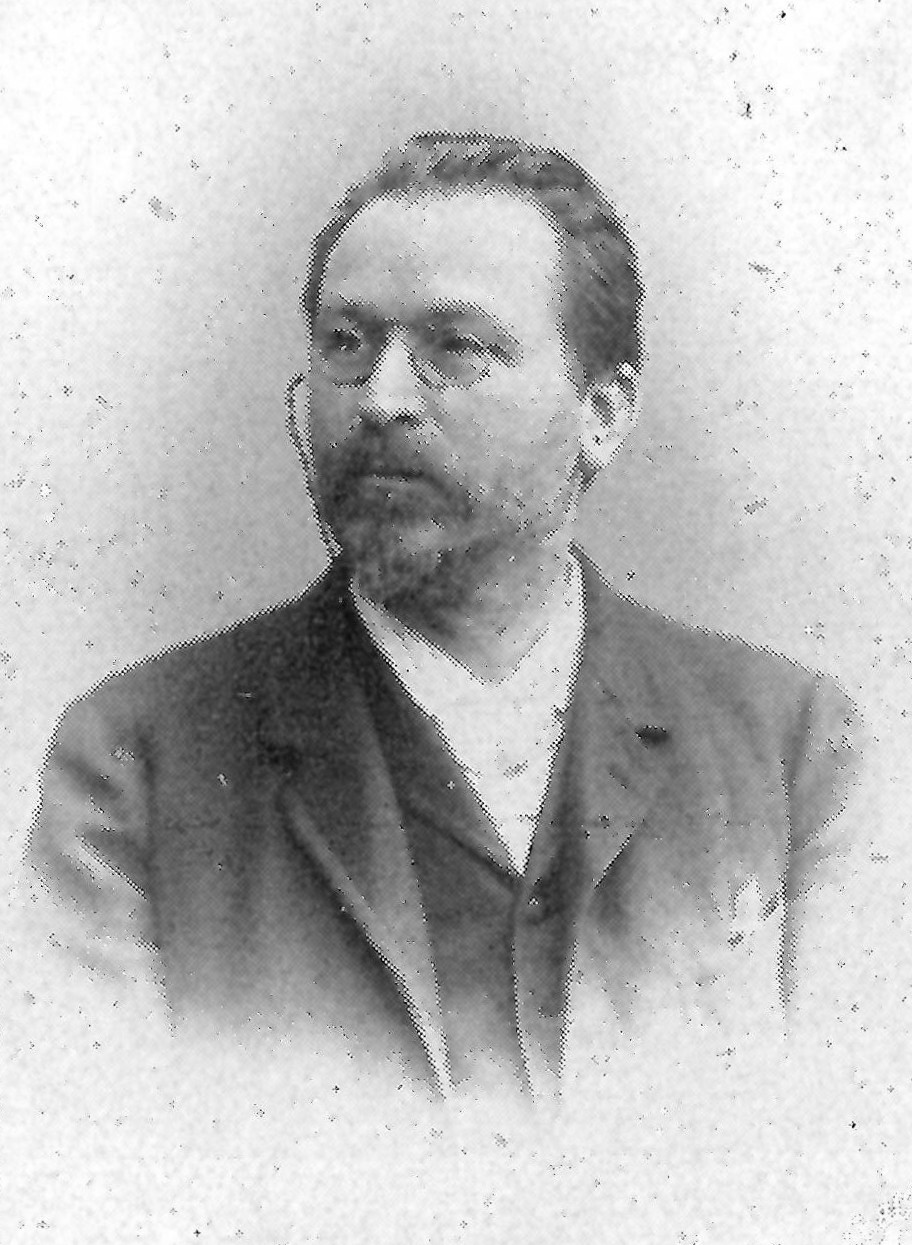
August Bungert, um 1905

Friedrich August Bungert (* 14. März 1845 in Mülheim an der Ruhr; † 26. Oktober 1915 in Leutesdorf) war ein deutscher Komponist und Dichter. 

## Leben

### Frühe Jahre
August Bungert wurde am 14. März 1845 in Mülheim an der Ruhr geboren und wuchs mit seinen jüngeren Geschwistern Henriette und Matthilde auf. Bereits früh, im Gymnasium, wurde sein außergewöhnliches musikalisches Talent offenbar, das sein Lehrer Heinrich Kufferath, ein Bruder des Komponisten Hubert Ferdinand Kufferath, noch förderte. Bungerts Vater, wohlhabender Kaufmann und angesehenes Mitglied der bürgerlichen Gesellschaft, hielt von derlei Ambitionen wenig und betrachtete die musikalische Begabung seines Sohnes als eine „unglückselige Neigung“. Er wünschte sich für seinen Sohn eine Karriere als Kaufmann oder Arzt. Lediglich die Mutter unterstützte ihn, sie starb jedoch, als Bungert neun Jahre alt war. In der Folgezeit nahmen die Konflikte mit dem Vater zu.
Nach seinem gymnasialen Abschluss übersiedelte – man darf sagen: flüchtete – August Bungert im Alter von 16 Jahren nach Köln. Dort besuchte er das Konservatorium und war Schüler von Hubert Ferdinand Kufferath. In Köln entdeckte ihn die Schwester des Komponisten Max Bruch, die vom Conservatoire de Paris beauftragt war, einen begabten Musiker für eine Ausbildung in Paris auszuwählen.

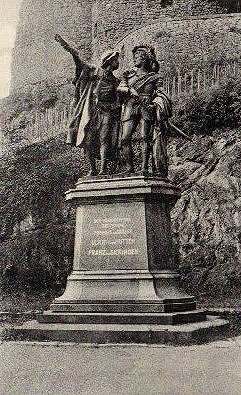
Denkmal Hutten und Sickingen in Bad Münster am Stein-Ebernburg um 1900

„Ohne Überlegung sagte ich sofort zu. Galt doch Paris vor 1866 als künstlerischer Mittelpunkt, den jeder ausübende Musiker besucht haben musste, um zu Ruf und Ansehen zu gelangen“

### Musikalischer Aufstieg und Erfolg
Bungerts finanzielle Lage in Paris war schlecht, er hielt sich mit Klavierstunden über Wasser, bis sein Vater ihm in höchster Not widerwillig eine kleine Unterstützung gewährte. In Pariser Konservatorium wurden zwar berühmte Musiker wie Berlioz, Auber und Rossini auf den begabten Schüler aufmerksam, Bungert erhielt allerdings nach seiner eigenen Meinung nicht die Förderung, die er sich erhofft hatte. Aus diesem Grund und wegen einer unglücklich verlaufenen Liebesaffäre kehrte er nach Deutschland zurück. Ab 1869 trat er zunächst eine Stelle als Chorleiter, 1870 als Direktor des Kurorchesters in Bad Kreuznach an. Obwohl in Kreuznach mehrere Kompositionen entstanden – die Aufführung seines Stückes Hutten und Sickingen anlässlich einer Denkmalsenthüllung am Fuß der Burg Ebernburg war ein großer Erfolg –, war es offensichtlich, dass ihn eine solche Tätigkeit auf Dauer nicht befriedigen konnte. Bungert ging daher 1874 nach Berlin, wo er bei Friedrich Kiel weiter studierte. Hier entstanden mehrere bedeutende Werke, darunter das Klavierquartett in Es-Dur, op. 18, für das er 1878 einen Preis erhielt. Einer der Preisrichter war Johannes Brahms. Nach Bungerts eigenen Angaben hatte er das Stück komponiert, als er fiebernd mit einer Blinddarmentzündung im Bett lag. Das Klavierquartett wurde 1913 mit großem Erfolg sogar in Konstantinopel aufgeführt. Von dem Preisgeld reiste er 1879 zum ersten Mal nach Italien, zusammen mit seiner Schwester Matthilde.
Angeblich aus gesundheitlichen Gründen, wahrscheinlich aber eher aus einer tief empfundenen Italiensehnsucht, verlegte Bungert seinen Wohnsitz nach Pegli bei Genua. Hier traf er mit Giuseppe Verdi zusammen. Sein Nachbar war der Philosoph Friedrich Nietzsche, mit dem ihn später eine lockere Freundschaft verband. In Pegli entstand die Oper Aurora, die 1884 in Leipzig uraufgeführt wurde.

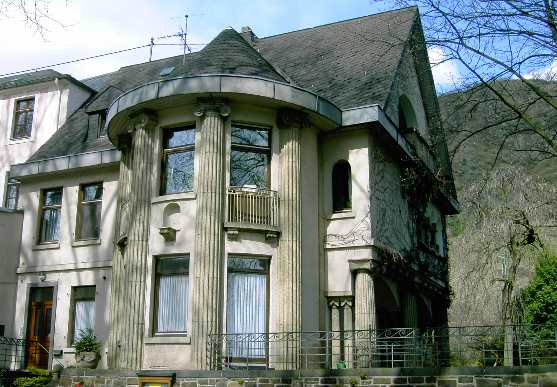
August-Bungert-Haus in Leutesdorf

### Bungert und Carmen Sylva
In Italien machte Bungert auch die Bekanntschaft der Dichterin Carmen Sylva (Pseudonym der Königin Elisabeth von Rumänien und Prinzessin zu Wied), eine Begegnung, die sein späteres Leben und sein künftiges Werk prägen sollte. Durch Carmen Sylva erhielt er endlich den erstrebten Zugang zu höchsten Adelskreisen. Bungert war ein häufiger Gast in den fürstlich-wiedischen Schlössern sowie am schwedischen und rumänischen Königshof.
1890 schenkte ihm Carmen Sylva einen kostbaren Bechstein-Flügel und 1894 übereignete sie ihm ein Haus mit großem Garten am Rheinufer in Leutesdorf, das der Kölner Architekt und Dombaumeister Carl Schauppmeyer (1872–1933) im Neoklassizistischen Stil umbaute. Die Villa ist immer noch eine Zierde der mit alten Platanen bestandenen Rheinallee, heute August-Bungert-Allee.
August Bungert richtete das Haus mit kostbaren Möbeln, Kunstwerken und Erinnerungsstücken ein. In dieser Zeit feierte er seine größten Triumphe, besonders mit den Kompositionen zu Gedichten von Carmen Sylva und seinen Rheinliedern, die er nicht selten bei einem Glas Wein an seinem „Stammtisch“ im Rheingarten des Hotels Leyscher Hof in Leutesdorf und im Hotel Goldener Pfropfenzieher in Oberwesel niederschrieb. Diese Lieder sind als Einzelblätter im Leipziger Verlag C.F. Leede als Opus 57 mit fortlaufenden Nummern erschienen. Oft dichtete er auch die Texte zu seinen Liedern selbst.

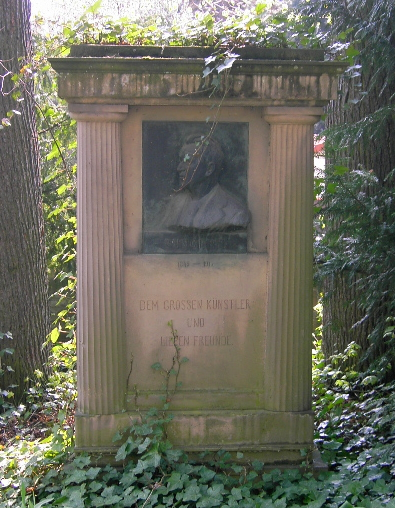
Grabmal von August Bungert

Ab 1896 wurden die vier Teile seines Hauptwerkes, des Opernzyklus Homerische Welt, in Dresden uraufgeführt. Bis 1910 folgten mehr als einhundert weitere Aufführungen in ganz Europa. Bungert galt in dieser Zeit als Antipode von Richard Wagner. Wagners Werke hatten Themen aus der nordischen Mythologie zum Gegenstand, Bungerts Libretti bezogen ihre Stoffe hingegen aus der griechischen Klassik.

### Letzte Jahre
1911 erhielt Bungert den Professorentitel der Universität Leipzig und hielt dort mehrere Vorlesungen über sein eigenes Werk. 1912 veranstaltete die damals mondäne Kurstadt Wiesbaden ein viel beachtetes Bungert-Festival.
August Bungert starb nach längerer Krankheit am 26. Oktober 1915 in seinem Haus in Leutesdorf. Als evangelischer Christ durfte er nicht – seinem Wunsch entsprechend – auf dem Friedhof im streng katholischen Leutesdorf beerdigt werden. Sein Grab befindet sich auf dem Friedhof der Feldkirche in Neuwied. Das Bungert-Haus in Leutesdorf ist heute Privatbesitz und nicht zugänglich.
Das von Max Chop als Anlage zu seiner Bungert-Biographie erstellte Werkverzeichnis listet 362 Lieder auf, viele davon auf Texte von Carmen Sylva, zu anderen – vorwiegend Rheinliedern – hat Bungert den Text selbst geschrieben. Sein größtes Werk war die von Wagners Der Ring des Nibelungen inspirierte Operntetralogie Homerische Welt.
Nach zwei Weltkriegen geriet sein Werk, das insbesondere in der nationalsozialistischen Zeit immer im Schatten von Richard Wagner stand, weitgehend in Vergessenheit. Seine Musikstücke werden heute nur noch selten aufgeführt.

## Ehrungen
- In Leutesdorf wurde die ehemalige Rheinallee in August-Bungert-Allee umbenannt.
- In Mülheim an der Ruhr wurde 1954 im Stadtteil Speldorf eine Straße nach ihm benannt.

## Werkverzeichnis
Auszug aus dem Werkverzeichnis von August Bungert:
- Aurora (andere Titel: Liebe Siegerin / Die Studenten von Salamanka), Musik-Lustspiel, op. 23, uraufgeführt in Leipzig 1884, Libretto von Hermann Graeff
- Hutten und Sickingen (Untertitel: Ein dramatisches Festspiel für das deutsche Volk), musikalisches Drama in Festspielform in fünf Aufzügen, op. 40, uraufgeführt in Bad Kreuznach 1889, Libretto von August Bungert
- Homerische Welt (anderer Titel: Die Odyssee) Opern-Tetralogie, op. 30, Libretto von August Bungert
  - 1. Teil: Kirke, Musik-Tragödie in 3 Akten, op. 30/1, uraufgeführt 1898 in der Hofoper Dresden
  - 2. Teil: Nausikaa, Musik-Tragödie in 3 Akten, op. 30/2, uraufgeführt 1901 in der Hofoper Dresden
  - 3. Teil: Odysseus’ Heimkehr, Musik-Tragödie in 3 Akten, op. 30/3, uraufgeführt 1896 in der Hofoper Dresden
  - 4. Teil: Odysseus' Tod, Musik-Tragödie in 3 Akten, op. 30/4, uraufgeführt 1903 in der Hofoper Dresden
- Sinfonia Victrix, Sinfonie in 4 Sätzen für Orchester, Chor und Solostimmen, op. 70
- Torquato Tasso, sinfonische Ouvertüre für großes Orchester, op. 14, nach dem gleichnamigen Drama von Johann Wolfgang von Goethe
- Auf der Wartburg, sinfonisches Gedicht für großes Orchester, op. 29
- Neue Volks- und Handwerkerlieder in drei Bänden mit Klavierbegleitung, op. 49, dreibändige Liedersammlung, entstanden zwischen 1890 und 1894 nach Texten von Carmen Sylva, Joseph von Eichendorff, Theodor Storm u. a.
- Faust 1 und 2, Bühnenmusik zur Inszenierung von Goethes Faust für die Goethefestspiele 1903 in Düsseldorf, op. 58
- Mysterium, Oratorium nach Texten aus der Bibel, op. 60, uraufgeführt 1909 in Neuwied
- Genius Triumphans (Zeppelins große Fahrt), Sinfonie, op. 71, aufgeführt zu Ehren der ersten Fahrt eines Zeppelins

## Weitere Quellen
- Stadtarchiv Mülheim an der Ruhr, Bestand 884 (Sammlung August Bungert)
- Stadtarchiv Mülheim an der Ruhr, Bestand 1604 (Nachlass August Bungert)
- Stadtarchiv Mülheim an der Ruhr, Bestand 1550 Nr. 15 (Mülheimer Persönlichkeiten)